# Хельстрём, Бёрге
Бёрге Леннарт Хельстрём (швед. Börge Lennart Hellström, 25 сентября 1957 — 17 февраля 2017, Стокгольм, Швеция) — шведский детективный писатель, участник писательского тандема Roslund&Hellström.

## Биография
В молодости получил опыт криминальной деятельности, впоследствии вошёл в число основателей организации Kriminellas revansch i samhället (KRIS), занятой профилактикой преступности и реабилитацией бывших заключённых. Стал певцом и гитаристом, ездил с гастролями по разным странам. Вместе с Андерсом Рослундом создал творческий тандем под брендом Roslund&Hellström, который вошёл в число наиболее известных шведских авторов детективного жанра. Их дебютный роман 2004 года «Изверг» в 2005 году был удостоен шведской премии «Стеклянный ключ». В общей сложности они опубликовали шесть романов в серии о комиссаре Эверте Гренсе (Ewert Grens), переведённых на двадцать языков и экранизированных на шведском телевидении. Роман «Три секунды» получил премию Шведской академии Crime Writers’ Award за 2009 год и The Great Readers’ Prize в 2010 году как лучший криминальный роман.
В 2015 году Хельстрёму была диагностирована лимфома.
В январе 2017 года заявил в интервью, что нашёл клиники на Кубе и в Мексике, где используются альтернативные методы лечения рака, и не теряет надежды на выздоровление. Однако, для лечения за границей требовалось порядка 100 тыс. или 200 тыс. долларов, и друг Хельстрёма Патрик Пелозио начал в своём Фейсбуке кампанию по сбору средств.
17 февраля 2017 года президент издательства Piratförlaget Анн-Мари Скарп официально подтвердила факт смерти Хельстрёма от рака.